# Сюну
Сюну (кит.: 匈奴 хуну) — союз кочових племен IV століття до н. е. в Центральної Азії.

## Історія
Перші згадки про народ «сюну» з'являються в китайських літописах періоду Воюючих Царств. У 318 році до н. е. цей народ в союзі китайськими князівствами скоїв напад на царство Цинь. Надалі народ сюну все частіше згадується на сторінках літописів у зв'язку з військовими походами, набігами на Китай і війнами «варварських племен» один з одним. «Сюну» (匈奴) — це сучасне читання ієрогліфів, по-давньокитайські вони повинні були читатися як «хуну».
Мешкали хунну в степах на північ від Китаю, в районі плато Ордос і трохи північніше. В наш час археологи співвідносять цей народ з однією з двох відомих археологічних культур: культурою Ордосський бронз чи культурою похоронних плит. Оточували їх інші кочові народи. На захід жили юечжі, який сучасні дослідники вважають індоєвропейським народом, який промовляв на мові іранської групи. На схід — дунху, які, швидше за все, були протомонгольскім народом. На півдні лежали китайські царства, з яких безпосередньо із землями степових кочівників межували Цинь, Янь і Чжао.